# D909 (Puy-de-Dôme)
De D909 is een departementale weg in het Midden-Franse departement Puy-de-Dôme. De weg loopt van Issoire via Saint-Germain-Lembron naar de grens met Haute-Loire. In Haute-Loire loopt de weg als D909 verder naar Saint-Flour en Béziers.

## Geschiedenis
Oorspronkelijk was de D909 onderdeel van de N9. In 2006 werd de weg overgedragen aan het departement Puy-de-Dôme, omdat de weg geen belang meer had voor het doorgaande verkeer vanwege de parallelle autosnelweg A75. De weg is toen omgenummerd tot D909.